# ایندیا هوک (کارولینای جنوبی)
ایندیا هوک(به انگلیسی: India Hook) شهری در ایالت کارولینای جنوبی کشور ایالات متحده آمریکا است که جمعیت آن در سرشماری سال ۲۰۱۰ میلادی، ۳٬۳۲۸ نفر بوده‌است.